# Бортезоміб

Хімічна структура[(1R)-3-methyl-1-({(2S)-3-phenyl-2-[(pyrazin-2-ylcarbonyl)amino]propanoyl}amino)butyl]boronic acid

Бортезомі́б (від лат. Bortezomibum) — органічна сполука, похідне борної кислоти, перший інгібітор протеасоми та імунопротеасоми, що застосовується в клініці при лікуванні рецидивуючої множинної мієломної хвороби та певних видів лімфом.

## Історія створення і застосування
Бортезоміб був спочатку синтезований в 1995 році в Myogenics. Препарат (PS-341) був випробуваний на хворих з множинною мієломною хворобою. Було продовжено його клінічні випробувань у Pharmaceuticals в жовтні 1999 року.
У травні 2003 року, через сім років після первинного синтезу, бортезоміб (Velcade) був схвалений  Адміністрацією США щодо ліків і їжі(FDA) як препарат при рецидивуючій множинній мієломній хворобі, на основі результатів SUMMIT Phase II trial.
Комерційна назва — Velcade, виробник Millennium Pharmaceuticals.